# Congregazione di Santa Maria della Misericordia

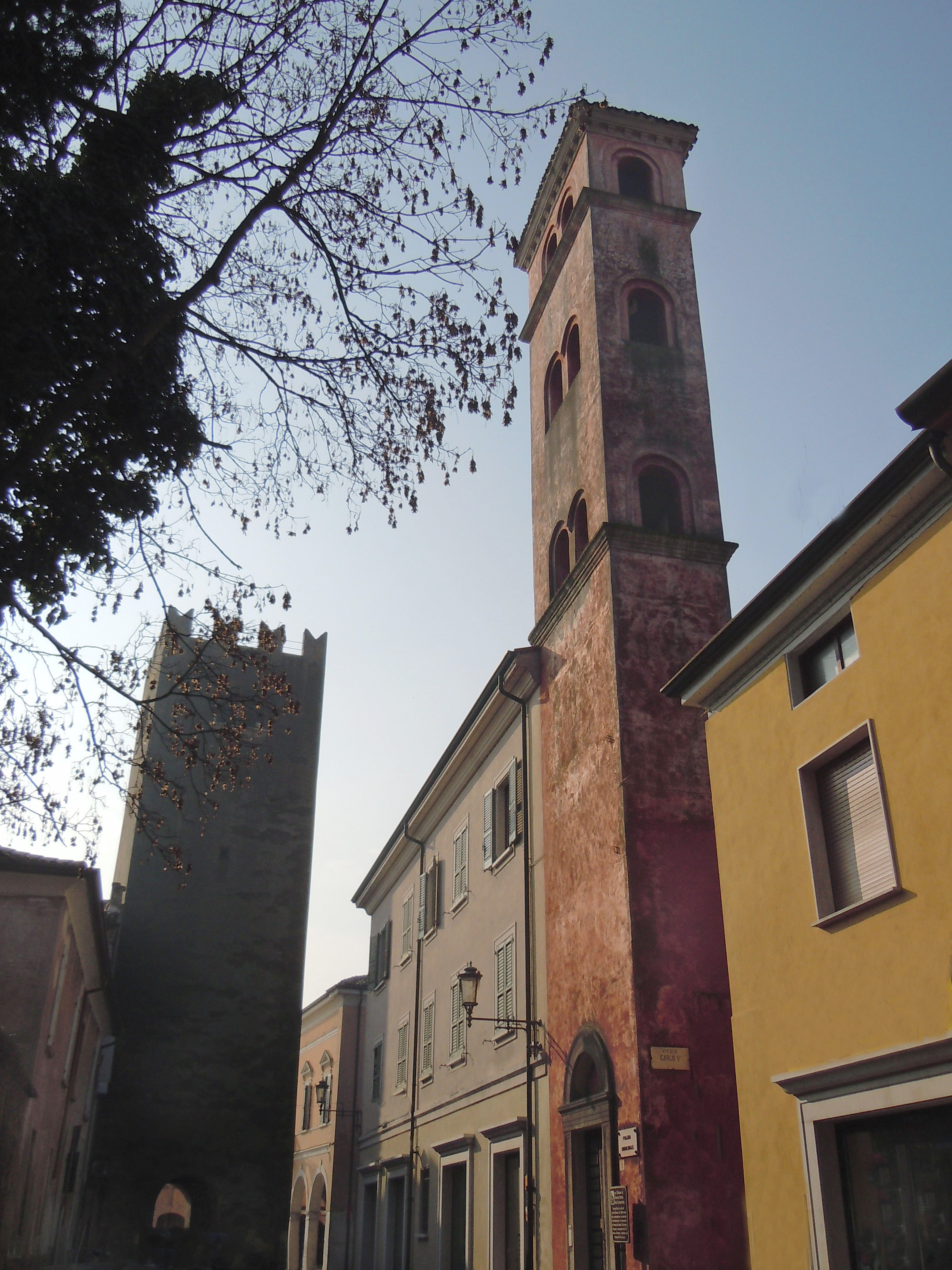
Castel Goffredo, campanile della chiesa di Santa Maria del Consorzio con la torre civica sullo sfondo.

La congregazione di Santa Maria della Misericordia era una congregazione laica fondata a Castel Goffredo nel 1288 sul modello della Congregazione della Misericordia Maggiore, sorta a Bergamo nel 1285 per volere di Pinamonte da Brembate, frate appartenente all'ordine dei predicatori.
Scopo della congregazione, comprendente ambo i sessi, era l'esercizio di opere di pietà, di carità e di incremento del culto. Furono redatti gli statuti in 25 capitoli, nei quali si escludevano eretici, usurai e "scandalosi"; ogni socio si doveva confessare almeno una volta dal "parroco" l'anno e, testando, doveva lasciare qualcosa alla confraternita. Ogni anno veniva eletto un console e un massaio e la congregazione si riuniva nella primitiva chiesa di Sant'Erasmo. 
Nel 1434 la congregazione fece ricostruire la chiesa di Santa Maria detta "del Consorzio". L'ente, nel tempo, assunse il carattere di pubblica beneficenza e si chiamò "Consorzio dei poveri". Nel 1784 la congregazione allestì un piccolo ospedale e nel 1798 venne soppressa e il patrimonio amministrato dal comune. Con l'istituzione delle congregazioni di carità nel 1807, il patrimonio passò al nuovo ente.